# 사랑은 아무나 하나 (2009년 드라마)
《사랑은 아무나 하나》는 2009년 3월 7일부터 2009년 8월 23일까지 방영된 SBS 주말극장이다.

## 등장 인물

### 주요 인물
- 지수원 : 오풍란 역
- 유호정 : 오설란 역
- 한고은 : 오금란 역
- 손화령 : 오봉선 역

### 주변 인물
- 박정수 : 박애숙 역
- 임현식 : 오갑수 역
- 이성민 : 허세돌 역
- 윤다훈 : 이수남 역
- 여진구 : 이푸름찬 역
- 정다빈 : 오장미 역

### 그 외 인물
- 송보은 : 승무원 역
- 하이옌 : 얀티 역
- 박광현 : 이순신 역
- 김호경 : 데니 홍 역
- 김지완 : 장태우 역
- 선우재덕 : 류영하 역
- 홍여진 : 안대숙 역
- 유승봉 : 이요섭 역
- 송옥숙 : 김애숙 역
- 정동환 : 홍민규 역
- 이유정 : 새미 역
- 서혜원 : 달자 역
- 박선웅 : 정일건 역
- 이상이 : 경아 역
- 송민형 : 풍란의 아빠 역
- 김정하 : 풍란의 엄마 역

## OST
| #            | 제목                                | 작사         | 작곡         | 가수         | 재생 시간 |
| ------------ | ----------------------------------- | ------------ | ------------ | ------------ | --------- |
| 1.           | 〈사랑은 아무나 하나 Main Title〉   | 임하영       | 임하영       |              | 1:41      |
| 2.           | 〈사랑은 아무나 하나 (Drama Ver.)〉 | 이건우       | 안치행       | 태진아       | 3:08      |
| 3.           | 〈질리도록 매일〉                   | 방대식       | 방대식       | 레인보우     | 3:39      |
| 4.           | 〈멋진 인생〉                       | 테이         | 최성일       | 테이         | 3:10      |
| 5.           | 〈널 보낸다〉                       | 최영환       | 최영환       | 권성국       | 4:21      |
| 6.           | 〈흔들어주세요〉                    |              |              | 달래음악단   | 3:04      |
| 7.           | 〈사랑은 없다〉                     |              |              | 노지훈       | 3:45      |
| 8.           | 〈봄의 향기〉                       |              | 임하영       |              | 2:21      |
| 9.           | 〈수남의 테마〉                     |              | 임하영       |              | 1:11      |
| 10.          | 〈풍란의 테마〉                     |              | 김성율       |              | 1:55      |
| 11.          | 〈눈물〉                            |              | 임하영       |              | 3:07      |
| 12.          | 〈봉선의 테마〉                     |              | 김성율       |              | 0:08      |
| 13.          | 〈설란의 테마〉                     |              | 임하영       |              | 1:40      |
| 14.          | 〈뛰어!〉                           |              | 임하영       |              | 1:40      |
| 15.          | 〈미궁속으로〉                      |              | 임하영       |              | 1:22      |
| 16.          | 〈즐거운 하루〉                     |              | 임하영       |              | 2:37      |
| 17.          | 〈사랑의 시작〉                     |              | 김성율       |              | 1:44      |
| 18.          | 〈얀티의 테마〉                     |              | 임하영       |              | 1:46      |
| 19.          | 〈시련〉                            |              | 임하영       |              | 2:23      |
| 20.          | 〈금란의 테마〉                     |              | 임하영       |              | 1:22      |
| 21.          | 〈미행〉                            |              | 김성율       |              | 1:30      |
| 22.          | 〈이순신의 테마〉                   |              | 임하영       |              | 1:46      |
| 총 재생 시간 | 총 재생 시간                        | 총 재생 시간 | 총 재생 시간 | 총 재생 시간 | 49:20     |

## 같이 보기
- 《내 사랑 금지옥엽》 (KBS 2TV)(2009년 3월 28일에는 6시 40분부터 축구 국가대표 평가전 <한국 VS 이라크> 중계 편성에 따라[1] 9시 5분으로 이동)
- 《솔약국집 아들들》 (KBS 2TV)
- 《내 인생의 황금기》 (MBC)
- 《잘했군 잘했어》 (MBC)
- 《탐나는도다》 (MBC)